# 古今亭朝太
古今亭 朝太（ここんてい ちょうた）は、落語家の名。前座・二ツ目の名前であるため、代数をつけて呼ばない。

## 概要
朝太の名は、4代目橘家圓喬が三遊亭圓朝に入門した折に名乗ったのが最初である。後に5代目古今亭志ん生が三遊亭朝太を前座名とした。このためか志ん生は圓喬の弟子を自称していたが、実際は2代目三遊亭小圓朝門下だったようである。以後、朝太の名は古今亭一門の出世名として受け継がれていくことになる。

## 歴代
- 三遊亭朝太 - 後∶四代目橘家圓喬
- 三遊亭朝太 - 後∶五代目古今亭志ん生
- 古今亭朝太 - 後∶三代目古今亭志ん朝
- 古今亭朝太 - 現∶古今亭志ん輔
- 古今亭朝太 - 現∶古今亭志ん陽